# Route 15 (Ontario)
Pour les articles homonymes, voir Route 15.
La route 15 est une route provinciale de l'Ontario reliant Kingston à Carleton Place en passant par Smiths Falls. Elle est longue de 130 kilomètres.

## Description du Tracé
La route provinciale 15 débute officiellement à l'autoroute 401, au nord-est de Kingston (sortie 623 de la 401). De ce point, la 15 se dirige vers le nord-est en suivant la rive sud du canal rideau (reliant Kingston à Ottawa). Au kilomètre 31, la route 15 bifurque vers le nord jusqu'à la petite communauté de Crosby, au kilomètre 53, elle bifurque vers le nord-est à nouveau jusqu'à Smiths Falls, tout en suivant la Cataraqui Trail. 
Après avoir traversé Smiths Falls et le canal rideau (kilomètre 90), la 15 se dirige vers le nord-nord-ouest pour le reste de sa longueur, soit pendant 40 kilomètres, jusqu'à la route 7, au sud de Carleton Place. 
Depuis la 7, on peut soit se diriger vers Ottawa (vers l'est) ou vers Peterborough (vers l'ouest).

## Localisation
Voici la localisation de la route 15 sur la carte de l'Ontario (extrémités):
| Kingston (Ontario) Carleton Place |